# Nhá Barbina
Nhá Barbina, nome artístico de Conceição Joana da Fonseca (Taiaçu, 2 de dezembro de 1915 — São Paulo, 8 de novembro de 1994), foi uma comediante e atriz brasileira.

## História
Nascida no interior de São Paulo, criou a personagem Nhá Barbina para um programa de rádio e shows em circos, sendo que esta personagem se tornaria uma marca para a comédia caipira.
Iniciou carreira artística no circo, por intermédio de João Gomes, o seu maior incentivador. Estreou como atriz dramática na peça "O divino perfume". Criou a personagem Nhá Barbina, solteirona, que fazia tudo para arrumar um bom marido. Impressionou tanto que ninguém mais a chamou de Conceição. Passou a ser chamada pelo nome de seu personagem, inclusive por seus familiares. Trabalhou excursionando pelo Brasil em inúmeros circos e pequenos teatros 
Atuou no cinema, gravou discos e participou de uma novela no SBT e de programas humorísticos, foi ainda jurada do Viva a Noite na TVS . A estreia foi no cinema em 1950 na fita Lá no Meu Sertão ao lado de Tonico e Tinoco. 
Participou de vários programas humorísticos e o último deles foi A Praça é Nossa, no SBT onde fazia uma solteirona caipira desesperada atrás de um marido. Seu bordão era uma gargalhada após a qual exclamava: “Arranquei pena”!.

## Trabalhos na TV
| Ano       | Trabalhos na TV e Cinema | Personagem            |
| --------- | ------------------------ | --------------------- |
| 1987/1990 | A Praça É Nossa          | Solteirona            |
| 1984/85   | Meus Filhos, Minha Vida  | Madame Rúbia          |
| 1984      | Viva a Noite             | Jurada                |
| 1984      | Rabo de Saia             | Participação Especial |

### Cinema
| Ano  | Título           | Papel      |
| ---- | ---------------- | ---------- |
| 1949 | Luar do Sertão   |            |
| 1962 | Lá no Meu Sertão |            |
| 1962 | O Rei Pelé       |            |
| 1963 | O Cabeleira      |            |
| 1970 | Sertão em Festa  | Barbina    |
| 1971 | Luar do Sertão   | Professora |

## Teatro
| Peças Teatrais                                     |
| -------------------------------------------------- |
| O Divino Perfume                                   |
| Por Falta de Roupa Nova, Passaram o ferro na Velha |

### Morte
Conceição era viúva de João Gomes e tinha um filho: Carlos. Ela morreu em São Paulo, vítima de insuficiência respiratória aguda e broncopneumonia, aos 77 anos de idade.

## Discografia
- (1975) Nhá Barbina • Continental • LP
- (1971) Nhá Barbina no rancho fundo • RGE • LP
- (1971) Nhá Barbina • CBS • LP
- (1960) O galo cantou/Arquimedes, deixa disso • Odeon • 78 [3]